# Lampona cylindrata
Lampona cylindrata is een spinnensoort uit de familie Lamponidae. De soort komt voor in Australië, Tasmanië en Nieuw-Zeeland.